# Rácalmás
Rácalmás Duna-parti város Fejér vármegyében, a Dunaújvárosi járásban.

## Fekvése
A Duna jobb partján, Budapesttől mintegy 61 kilométerre délre, Dunaújvárostól 4 kilométerre északra található,
A közvetlenül határos települések: észak felől Kulcs, északkelet felől Makád [a Csepel-szigeten], kelet felől Tass, délkelet felől Szalkszentmárton [mindkettő a Duna túlsó, bal partján], dél felől Dunaújváros, délnyugat felől Nagyvenyim, nyugat felől Perkáta, északnyugat felől pedig Adony.

### Megközelítése
Legfontosabb közúti megközelítési útvonala a 6-os főút, mely észak-déli irányban halad végig a területén, nem messze a lakott területének nyugati szélétől. Szintén fontos közúti elérési alternatívája az M6-os autópálya, melynek a település északi határszélén csomópontja is van. Főutcája az 51 123-as számú mellékút, Kulccsal az 51 122-es út köti össze, és nyugati külterületei között áthalad még a 62-es főút, illetve az abból Mélykút felé kiágazó 62 115-ös út is.
A hazai vasútvonalak közül a MÁV 42-es számú Pusztaszabolcs–Paks-vasútvonala érinti, melynek egy megállási pontja van a településen: Rácalmás vasútállomás a belterület nyugati szélétől néhány száz méterre nyugatra helyezkedik el, közúti elérését egy, a 6-os főútból kiágazó önkormányzati út (Állomás utca) biztosítja.

## Története
A mai Rácalmás területe már az őskorban is lakott hely volt. Régészeti leletek bizonyítják, hogy az újkőkorszak és a bronzkor embere is megtelepedett a Duna fölé magasodó löszparton. De megfordultak itt kelták, avarok, longobárdok és hunok is.
A honfoglalás után magyar törzsek szálláshelye is volt a környéken. Az első, a településre utaló írásos feljegyzés 1025-ből származik, egy királyi adománylevél említi Szigetfő néven. Szigetfő név (később) [Szigetfői Miklós királyi pohárnok neveként merül fel. A települést a veszprémvölgyi apácák perelték tőle az 1295. december 10-én kelt bizonyságlevél szerint. Magyar Országos Levéltár Dl. 1431 jelzet (E település nevét őrzi a Szigetfő utca.) A mai Szigetfű családnév innen eredeztethető, habár a Szigetfő(ű) családok később – a Duna bal partján – a mai Tass község területén éltek. 1329-ben már Almás néven említik (az Almási család birtoka volt). A XVI.-XVII. században egyre több, a törökök elől menekülő szerb (rác) család telepedett le a környéken, innen ered a Rácalmás név is. Almás, Tikos és Szigetfa településeket a török kiűzése után, 1696-ban egyesítették Rácz Almás néven.
A város a XVIII. század elejétől a Jankovich család birtoka volt, s 1830-ban már a 2248 lakos túlnyomó része magyar. Az 1860-as összeíráskor már 3317 lakost vesznek nyilvántartásba. Fejér vármegye 1869-ben megjelent gazdasági statisztikája szerint 3323-an éltek a településen, a község területe pedig 16 426 kataszteri hold volt. 1876 előtt a község egy ideig járási székhely volt. Megkezdődött a falu villamosítása, utak építése, artézi kutak fúrása. 1880-ban önálló postát, 1896-ban pedig vasútállomást kapott a település. Virágzott a mezőgazdaság, kereskedelem, dunai vízimalmok őrölték a környék gabonáját, s a halászoknak is megélhetést biztosított a folyam.
Az első világháború 800 rácalmási katonája közül 131-en nem tértek vissza, 54 hadiözvegy és 77 hadiárva maradt utánuk. A két világháború közt egyre több budapesti polgár fedezte fel a kiváló természeti adottságokkal rendelkező települést, sorra épültek a nyaralók Rácalmáson és az akkor még a községhez tartozó Kulcson, amelynek hajóállomása volt. (1805-ig Rácalmáson, a Csepel-sziget csücskénél volt a hajóállomás, de mivel a község nem fizetett hozzájárulást, a kikötőt áthelyezték Kulcsra.) Nyaranta élénk társadalmi élet zajlott a fővárosi középpolgárság – írók, művészek, tanárok – nyaralóiban és így a községben is. Ennek vetett véget a második világháború, amely közvetlenül 1944 őszén érte el Rácalmást, a község az év novemberétől 1945 februárjáig a közvetlen frontvonalon volt, többször cserélt gazdát.
A világháborút követően 1950-től változott nagyot a település élete. Ekkor kezdték építeni Dunapentele-Sztálinvárost, a mai Dunaújvárost. Eleinte az építők „szállták meg” a községet, ideiglenesen itt szállásolták el egy részüket. Majd a már megépült ipari centrum „szívta el” a munkaerőt. Ez a folyamat az 1980-as évek végén, a '90-es évek elején fordult meg: egyre többen költöztek-költöznek ki a városból a községbe, nem utolsósorban a jó levegő, a kulturált környezet és a kiváló infrastruktúra miatt. (Némi túlzással Dunaújváros Rózsadombjának nevezik.)
A rendszerváltozás hatalmas fejlődést hozott a község életében. Az addig stagnáló település rohamléptekkel kezdett fejlődni. Mára csaknem száz százalékos a csatornázás, a vezetékes ivóvízellátás, a mobiltelefonok térhódításával ugyan csökkent a jelentősége, de a vezetékes telefonhálózatot tekintve a vármegye egyik legjobban ellátott települése. 2004 óta széles sávú internethálózat és kábeltelevízió-hálózat működik. Nemrég fejeződött be az egykori Teleszki-kúria felújítása, amelyben a községi könyvtár és művelődési ház kapott helyet, s ezt rövidesen követte a község büszkeségének, a hosszas küzdelem után „visszaszerzett” Jankovich-kastély felújítása. Az épület klasszikus értékeit megőrizve korszerű konferencia- és idegenforgalmi központot tervezett a község önkormányzata, s ehhez jelentős kormányzati és EU-s pályázati pénzeket nyertek el. A konferencia-központot 2007. augusztus 20-án átadták a nagyközönségnek.
A korábban Rácalmáshoz tartozó Kulcs 1994-ben lett önálló község.
2009. július 1-je óta város.

## Jelenkor
Rácalmás életében meghatározó volt a 2006-os év, ekkor tették le a régió egyik legnagyobb munkáltatója, a Hankook alapkövét. Az autógumigyár 2007-ben kezdte meg a termelést, munkát adva több mint 1000 embernek.
2010–11-ben a második ütemmel tovább bővült a gyár, hozzájárulva az itt élő emberek megélhetéséhez. 2013-ban bejelentették a gyár további bővítését.
A dél-koreai gyárral együtt új kultúra, gasztronómia is költözött a városba, a Jankovich-kúria területén koreai ételeket is megkóstolhatunk akár tradicionális környezetben is.

## Közélete

### Polgármesterei
- 1990–1994: Schrick István (független)[8]
- 1994–1998: Schrick István (Rácalmási Faluvédő Egyesület)[9]
- 1998–2002: Schrick István (Rácalmási Faluvédő Egyesület)[10]
- 2002–2006: Schrick István (Rácalmási Faluvédő Egyesület)[11]
- 2006–2010: Schrick István (FETE-RFE)[12]
- 2010–2014: Schrick István (RVSZE)[13]
- 2014–2019: Schrick István (Városvédők)[14]
- 2019–2024: Schrick István (Városvédők)[15]
- 2024– : Schrick István (Rácalmási Városvédő és Szépítő Egyesület)[1]

## Népessége
A település népességének változása:
| Lakosok száma | 4479 | 4558 | 4572 | 4802 | 4692 | 4806 | 4958 |
|               | 2013 | 2014 | 2015 | 2021 | 2022 | 2023 | 2024 |

A 2011-es népszámlálás során a lakosok 80,8%-a magyarnak, 1,6% németnek, 0,8%-a cigánynak, 0,5% szerbnek, 0,2-0,2%-a románnak illetve ukránnak mondta magát (18,7% nem nyilatkozott; a kettős identitások miatt a végösszeg nagyobb lehet 100%-nál). A vallási megoszlás a következő volt: római katolikus 26%, református 5%, evangélikus 1%, görögkatolikus 0,2%, felekezeten kívüli 33,9% (31,8% nem nyilatkozott).
2022-ben a lakosság 88,9%-a vallotta magát magyarnak, 1% németnek, 0,8% cigánynak, 0,5% ukránnak, 0,3% szerbnek, 0,2% románnak, 0,1-0,1% ruszinnak és szlováknak, 3,4% egyéb, nem hazai nemzetiségűnek (10,7% nem nyilatkozott; a kettős identitások miatt a végösszeg nagyobb lehet 100%-nál). Vallásuk szerint 17,8% volt római katolikus, 5,2% református, 0,9% evangélikus, 0,6% görögkatolikus, 0,6% ortodox, 1,3% egyéb keresztény, 0,7% egyéb katolikus, 28,8% felekezeten kívüli (43,8% nem válaszolt).

## Nevezetességei
- Római katolikus templom, Szent István nevére szentelve
- Jankovich-kúria
- A Rácalmási-szigetek Természetvédelmi Terület (Nagy-sziget)
- Ófalu
- Millenniumi park
- Modrovich–Bay-kúria
- Középkori templom maradványai
- Ráctemplom
- Evangélikus és református templom, Széchenyi tér
- Jankovich-kápolna

## Testvértelepülés
- Dransfeld, Németország